# Plectembolus
Plectembolus Millidge & Russell-Smith, 1992 è un genere di ragni appartenente alla famiglia Linyphiidae.

## Distribuzione
Le cinque specie oggi note di questo genere sono state reperite in Asia sudorientale: tre sono endemismi di Sumatra.

## Tassonomia
Dal 1992 non sono stati esaminati esemplari di questo genere.
A dicembre 2012, si compone di cinque specie:
- Plectembolus biflectus Millidge & Russell-Smith, 1992 — Filippine
- Plectembolus quadriflectus Millidge & Russell-Smith, 1992[3] — Sumatra
- Plectembolus quinqueflectus Millidge & Russell-Smith, 1992 — Sumatra
- Plectembolus similis Millidge & Russell-Smith, 1992 — Sumatra
- Plectembolus triflectus Millidge & Russell-Smith, 1992 — Malaysia